# Чанкурбинский сельсовет
Чанкурбинский сельсовет — административно-территориальная единица и муниципальное образование со статусом сельского поселения в Буйнакском районе Дагестана Российской Федерации.
Административный центр — село Чанкурбе.

## Население
| 2002  | 2010  | 2012  | 2013  | 2014  | 2015  | 2016  |
| ----- | ----- | ----- | ----- | ----- | ----- | ----- |
| 1536  | ↗1630 | ↗1669 | ↗1691 | ↗1738 | ↗1774 | ↗1838 |
| 2017  | 2018  | 2019  | 2020  | 2021  | 2023  | 2024  |
| ↗1904 | ↗1954 | ↗1997 | ↗2059 | ↘1492 | ↗1551 | ↗1612 |

## Состав
| № | Населённый пункт | Тип населённого пункта       | Население |
| - | ---------------- | ---------------------------- | --------- |
| 1 | Качкалык         | село                         | ↗581      |
| 2 | Чанкурбе         | село, административный центр | ↘911      |